# Зіновчук Марія Пилипівна
Зіновчук Марія Пилипівна (21 липня 1948, с. Тетерівка Житомирський район Житомирська область), українська письменниця, пише вірші та прозу для дітей і дорослих, веде активну громадську діяльність.

## Біографія
Зіновчук Марія Пилипівна народилася 21 липня 1948 року в с. Тетерівка Житомирського району в багатодітній родині. Батьки: Зіновчук Пилип Антонович (1907—1965), колишній фронтовик, та Катерина Климівна (1917—2018), працювали на різних роботах у колгоспі. Своїх п'ятеро дітей родина привчала до праці змалку. А ще навчали поважати книгу, відчувати красу поезії та народної пісні. Катерина Климівна дуже любила співати, кожну нову пісню вивчала напам'ять, та ще й записувала, щоб не забути. Дома був «Кобзар», твори Лесі Українки, Олександра Пушкіна. Бабуся Оля, яка з великою любов'ю доглядала дітей, будучи сама малописьменною, показала маленькій Марусі літери і цифри в підручниках старших братів. А та вже далі сама у 5 років навчилася писати, читати, малювати, складала маленькі віршики. Навчаючись в школі, дівчина продовжувала писати вірші, сподіваючись колись їх надрукувати.
У 1966 році Марія Зіновчук закінчила Тетерівську середню школу (зараз Тетерівська загальноосвітня школа І-ІІІ ступенів) із золотою медаллю. Зразу після школи почала працювати.
У 1966—1973 рр. працювала нянею та вихователькою Тетерівського дитячого будинку (зараз Тетерівський дитячий будинок-інтернат для дітей з особливими потребами).
У 1971 році М. П. Зіновчук з успіхом закінчила вечірнє відділення загальнотехнічного факультету КПІ (зараз Державний університет «Житомирська політехніка»). Навчання продовжила в Київському інституті харчової промисловості (зараз Національний університет харчових технологій) на заочному відділенні. У 1975 р. М. П. Зіновчук закінчила навчання та отримала на Житомирській кондитерській фабриці посаду економіста, де і працювала 35 років. І завжди писала вірші для душі, дарувала їх родичам, друзям.
Нині Марія Пилипівна Зіновчук — вже бабуся, вдова. Стали дорослими доньки Катерина і Ольга, син Олександр, а також прийомна донька Ольга. Ростуть уже п'ятеро онуків.

## Літературна творчість
Видати першу ліричну збірку «Люблю цей світ» вдалося лише в 2006 р. У 2008 — вийшли дитячі збірки: «Гостинчик від зайчика», «Обітниця», «Найкраща в світі». Більшість віршів до цих збірок написала Марія Пилипівна ще в дитинстві. Ілюстрації до збірок намалювали діти різного віку в 2008 році. З дитинства прийшла і книжка «Мамина пісня» (2012). Марія Пилипівна зібрала всі старі зошити, блокноти своєї мами Катерини Климівни, в яких та записувала гарні пісні, і видала збірку текстів 400 українських народних пісень, популярних на Житомирщині у ХХ ст
Зараз у М. П. Зіновчук видано близько 30 книг.
Творчість Марії Зіновчук багатогранна: від збірок для дошкільнят, поезії для юнацтва, захоплюючої любовної та громадянської лірики до видань з історії рідного краю, таких як «Русло у скелях», «Родом із Житомира», «Воїни волі», «Смолоскипи», та співавторства книг про Голодомор в Україні 1932—1933 рр. Публікуються окремі твори М. П. Зіновчук і в періодичних виданнях
Письменниця веде активну громадську діяльність. Вона зустрічається зі своїми читачами в бібліотеках, школах. Розповідає дітям про свою творчість, читає вірші, дарує книги.
Марія Пилипівна Зіновчук обрана головою Житомирського осередку Всеукраїнського центру творчості інвалідів та Академії мистецтв інвалідів України. За активну громадську діяльність, роботу з молоддю та за літературну творчість нагороджена відзнакою Житомирської районної ради «Честь і слава Житомирського району».

### Книги Марії Зіновчук
- Зіновчук М. П. Ave, Любове! : лірика / М. П. Зіновчук ; за авт. ред. ; худож. оформ. Л. М. Бондар. — Житомир: Рута, 2011. — 79 с. : іл., портр. — ISBN 978-617-581-054-5.
- Зіновчук М. П. Відкритий автограф з лірикою / М. П. Зіновчук ; худож. оформ. Л. Бондар. — Житомир: Рута, 2012. — 159 с. : іл., порт. — ISBN 978-617-581-154-2.
- Зіновчук М. П. Воїни волі / М. П. Зіновчук. — Житомир: Рута, 2016. — 60 с. : портр. — ISBN 978-617-581-264-7.
- Зіновчук М. П. Катеринина коса: роман / М. П. Зіновчук. — Житомир: Рута, 2019. — 395 с. — ISBN 978-617-581-371-3.
- Зіновчук М. П. Люблю цей світ / М. П. Зіновчук. — Житомир: Житомирська облдрукарня, 2006. — 149 с. : іл.
- Зіновчук М. П. Мальва-душа: збірка поезій / М. П. Зіновчук. — Житомир: Рута, 2019. — 104 с. — ISBN 978-617-581-371-3.
- Зіновчук М. П. Освідчення Житомиру: поезії / М. П. Зіновчук. — Житомир : Полісся, 2009. — 43 с. — ISBN 978-966-655-486-7.
- Зіновчук М. П. Розвидень буде: збірка поезій / М. П. Зіновчук. — Житомир: Рута, 2019. — 152 с. — ISBN 978-617-581-371-3.
- Зіновчук М. П. Родом із Житомира / М. П. Зіновчук. — Житомир: Рута, 2016. — 59 с. : портр., фот.
- Зіновчук М. П. Русло у скелях (літопис тетерівської громади) / М. П. Зіновчук. — Житомир: Рута, 2015. — 515, [1] с. : фот., табл. — ISBN 978-617-581-246-4.
- Зіновчук М. П. Смолоскипи. К. 1. : Козацька доба / М. П. Зіновчук. — Житомир: О. О. Євенок, 2017. –256 с. — ISBN 978-617-7607-55-6.
- Зіновчук М. П. Смолоскипи. К. 2. : Українська національна революція / М. П. Зіновчук. — Житомир: О. О. Євенок, 2018. –292 с. — ISBN 978-617-7703-55-4.
- Зіновчук М. П. Цікавий урок: поезії для молоді / М. П. Зіновчук ; у ред. та худ. оформ. авт. ; на обкл. мал. Є. Шестопалова. — Житомир: О. О. Євенок, 2016. — 127 с. : іл., портр. — ISBN 978-617-7483-02-0.
- Мамина пісня: тексти 400 укр. нар. пісень, попул. на Житомирщині у ХХ ст. / зібрала К. Зіновчук ; оброб. М. Зіновчук ; в ред. М. Зіновчук ; мал. С. Нечай. — Житомир: Рута, 2012. — 175 с. : іл. — ISBN 978-617-581-127-6.

### Книги Марії Зіновчук для дітей
- Зіновчук М. П. Веселі бусинки / М. П. Зіновчук. — Житомир: Рута, 2016. — 52 с. : портр., іл. — ISBN 978-617-581-276-5.
- Зіновчук М. П. Гостинчик від зайчика / М. П. Зіновчук. — Житомир: Житомирська облдрукарня, 2008. — 30 с. : іл. — ISBN 978-966-8921-18-6.
- Зіновчук М. П. Дзвоник з бантом / М. П. Зіновчук. — Житомир: О. О. Євенок, 2016. — 38 с. : іл. — ISBN 978-617-7265-83-1.
- Зіновчук М. П. Лисяча шапка: поезії / М. П. Зіновчук. — Житомир: Полісся, 2012. — 39 с. : кольор. іл. — ISBN 978-966-655-648-9.
- Зіновчук М. П. Мандри з журавлями: віршов. казки та байки для дітей шк. віку / М. П. Зіновчук ; худож. оформ. Л. Бондар. — Житомир: Рута, 2016. — 39 с. : портр., іл.
- Зіновчук М. П. Найкраща в світі: дит. творчість / М. П. Зіновчук. — Житомир: Житомирська облдрукарня, 2008. — 29 с. : іл. — ISBN 978-966-8921-16-2.
- Зіновчук М. П. Наша хатка / М. П. Зіновчук. — Житомир: О. О. Євенок, 2016. — 14 с. : іл. — ISBN 978-617-7265-96-5.
- Зіновчук М. П. Обітниця / М. П. Зіновчук; худож. оформ. та мал. вчительки Тетерів. ЗОШ Н. Матвіюк. — Житомир: Житомирська облдрукарня, 2008. — 35 с. : іл. — ISBN 978-966-8921-14-8.
- Зіновчук М. П. Просто літо: електронна версія автора/ М. П. Зіновчук ; [верстка і худож. оформ. Л. Бондар ; обкл. Н. Матвіюк]. — Житомир: Рута, 2011. — 28 с. : іл. — ISBN 978-617-581-085-9.
- Зіновчук М. П. Цьомочки / М. П. Зіновчук ; худож. оформ. Л. Бондар. — Житомир: Рута, 2016. — 20 с. : іл.
- Зіновчук М. П. Шкільні світлини: поезії / М. П. Зіновчук ; мал. Н. О. Матвіюк, Н. та К. Гелаш ; обкл. Н. О. Матвіюк. — Житомир: Полісся, 2010. — 123 с. : іл., портр. — ISBN 978-966-655-533-8.

### Твори у збірках
- Зіновчук М. Родом із Житомира: він загинув, щоб ми перемогли : 21 липня — 110 річниця з дня народж. Олега Ольжича / М. Зіновчук // Місто. — 2017. — 21 лип. (№ 29). — С. 7.
- Зіновчук М. П. [Добірка віршів для дітей] / М. П. Зіновчук // Світло спілкування. — 2019. — № 27. — С. 36-38. — (Сторінка для дітей).
- Книга пам'яті жертв голодомору 1932—1933 років у Житомирському районі / Житомир. райдержадмін. ; [редкол.: В. М. Дехтієвський (голова) та ін.]. — Житомир: Косенко М. Г., 2008. — 319, [1] с. : фот. — ISBN 978-966-8123-70-2.

### Про життя та творчість Марії Зіновчук
- Вагнер Л. Зіновчук Марія Пилипівна / Л. Вагнер // Зіновчук М. П. Шкільні світлини: поезії / М. П. Зіновчук. — Житомир: Полісся, 2010. — 4 с. обкл.: фот.
- Зіновчук Марія Пилипівна : [біогр. довідка] // Світло спілкування. – 2019. – № 27. – С. 38.
- Лепілкіна О. Г. Сучасні письменники Житомирщини – дітям : (огляд літературної творчості) / О. Г. Лепілкіна // Просто на Покрову : всеукр. літ. свято / [упоряд. В. Васильчук]. – Житомир : Рута, 2012. – С. 77-83.
- Підпокровна Т. Освідчення Житомиру : [про кн. М. Зіновчук] / Т. Підпокровна // Житомирщина. – 2009. – 12 верес. (№ 97). – С. 3.
- Соболевська С. Душа поета – мов тонка струна : [ювілей поетеси Марії Зіновчук] / С. Соболевська // Житомирщина. — 2013. — 6 серп. (№ 85-86). — С. 14.
- Шевченко І. Мандрівка в поетичний світ : [в ЖОДБ відбулася зустріч читачів з письменницею М. Зіновчук] / І. Шевченко // Житомирщина. – 2010. – 16 листоп. (№ 127). – С. 1.
- Щаслива Я. «Пригоди Сновиди» – найцікавіша казка : краща книга року : [кн. М. Зіновчук «Шкільні світлини» в обл. конкурсі отримала спеціальний приз] / Я. Щаслива // Просто на Покрову : Всеукр. літ. свято / [упоряд. В. Васильчук]. – Житомир : Рута, 2012. – С. 62-63.